# Rodger Davies
Rodger Paul Davies (Berkeley, Alameda County, California, 7 de mayo de 1921-Nicosia,  Chipre, 19 de agosto de 1974) fue un diplomático estadounidense. Fue designado como embajador de Estados Unidos en Chipre en el mes de mayo de 1974, presentando sus credenciales el 10 de julio. Fue asesinado por grecochipriotas durante una manifestación fuera de la embajada.

## Muerte
Alcanzado el alto el fuego luego de la invasión turca a Chipre, conocida como Operación Atila, se generaron sentimientos antinorteamericanos en personas que consideraban que Estados Unidos podía haber detenido la acción. 
El 19 de agosto de 1974, sectores de la izquierda política hicieron una demostración frente a la embajada de Estados Unidos que se convirtió en violenta con quema de banderas y automóviles y lanzamiento de piedras hacia el edificio. Bajo la cubierta de la violencia generalizada, dos miembros de la antigua EOKA armados con armas automáticas, subieron al segundo piso de un edificio contiguo en construcción. Abrieron fuego hacia la oficina del embajador. Davies y Antoinette Varnavas, una secretaria de la embajada y un ciudadano chipriota fueron asesinados. Habían tomado refugio en un corredor para protegerse de la manifestación pero no de los tiradores.
La embajada avisó a la policía chipriota que habría una manifestación y solicitó protección, la que no fue otorgada. A las 12:40, informó la situación a UNFICYP en cuanto que la embajada era atacada con granadas y armas ligeras y que un empleado local había sido muerto y el embajador herido por lo que pidió asistencia. UNFICYP envió dos M113.
Había servido como director del Bureau de Asuntos de Cercano Oriente en el Departamento de Estado de los Estados Unidos hasta octubre de 1965. Hasta 1970, fue subasistente del Secretario de Estado para Asuntos del Cercano Oriente y Asia del Sur. Fue sucedido en la embajada por William R. Crawford, Jr.

## Vida personal
Su esposa, Sarah Burgess, había muerto el año anterior. Tenían una hija, Dana (20) y un hijo, John (15).